# Stonoga Partia Polska
Stonoga Partia Polska (SPP) – polska partia polityczna założona przez Zbigniewa Stonogę 27 czerwca 2015, zarejestrowana 14 września 2015, rozwiązana 1 listopada tego samego roku.

## Historia
W grudniu 2014 znany z działalności internetowej i społecznej biznesmen Zbigniew Stonoga odszedł z Kongresu Nowej Prawicy, deklarując zamiar powołania Stonogi Partii Polskiej oraz chęć startu w wyborach prezydenckich w 2015. W SPP miało początkowo nie być miejsca dla byłych posłów oraz dla działaczy KNP i Ruchu Narodowego. W styczniu 2015 Zbigniew Stonoga wycofał wniosek o rejestrację partii i zrezygnował z udziału w wyborach prezydenckich, popierając Janusza Korwin-Mikkego. W maju tego samego roku ponownie jednak zdecydował o powołaniu SPP, której kongres założycielski odbył się 27 czerwca. W tworzenie partii zaangażował się m.in. poseł Jarosław Gromadzki (który opuścił klub SLD).
Z powodu ówczesnego braku rejestracji partii, na wybory parlamentarne w 2015 powołany został Komitet Wyborczy Wyborców Zbigniewa Stonogi, którego listy ostatecznie zostały zarejestrowane w 19 na 41 okręgów (unieważniono rejestrację kandydatów w okręgu szczecińskim, m.in. prezesa Stronnictwa Narodowego Leszka Bubla, który miał startować do Senatu). Liderami list formacji Zbigniewa Stonogi do Sejmu zostali m.in. Jarosław Gromadzki, Danuta Hojarska (była posłanka Samoobrony RP) oraz Rafał Sikora (były mistrz Polski w chodzie sportowym). Komitet zarejestrował także jednego kandydata do Senatu. Stonoga Partia Polska została zarejestrowana przez Sąd Okręgowy w Warszawie 14 września. W wyborach do Sejmu ugrupowanie zdobyło 0,28% głosów, zajmując 9. miejsce. Kandydat do Senatu zajął 4. (przedostatnie) miejsce w swoim okręgu wyborczym. Z dniem 1 listopada 2015 SPP zakończyła działalność.

## Program
Wśród postulatów programowych SPP znalazły się m.in.:
- zakaz pełnienia funkcji publicznych przez osoby, które pełniły je przed 1990;
- wprowadzenie osobistej odpowiedzialności majątkowej urzędników i funkcjonariuszy publicznych za błędy w ich pracy;
- zmiana prawa podatkowego (m.in. wprowadzenie jednej stawki podatku VAT 15% ze zwolnieniem z niego części osób, zwolnienie pewnych grup z podatku dochodowego, a także wprowadzenie podatku CIT dla sieci handlowych i korporacji oraz ulg dla określonych podmiotów gospodarczych);
- zastąpienie NFZ kasami chorych;
- likwidacja ZUS i KRUS przy przeniesieniu środków na prywatne konta emerytalne;
- podwyższenie kar za niektóre przestępstwa;
- likwidacja straży miejskich i organów kontroli skarbowej przy przekazaniu ich kompetencji policji.